# Domini Wiles
Pour les articles homonymes, voir Wiles.
Domini Wiles est l'un des pseudonymes de Domini Highsmith, une femme de lettres britannique née le 10 août 1942 dans le Yorkshire de l'Est et morte dans le même comté en 2003, qui a publié des thrillers et des romans policiers historiques.

## Biographie
D'origine juive, elle naît dans un milieu familial difficile. Elle fera paraître dans les années 1990 deux romans autobiographiques qui reviennent sur sa condition d'enfant maltraité. Femme solitaire, elle vit toute son existence adulte à l'ombre de l'église de Beverley Minster à Beverley dans le Yorkshire de l'Est.
Elle amorce sa carrière en littérature en écrivant et diffusant à la radio locale de la poésie et de courts récits écrit dans le dialecte du Yorkshire, et se produit même à la télévision. En 1977, elle adopte le pseudonyme de Domini Wiles pour publier La mort a des ailes (Death Flight), un thriller où un prisonnier déguisé en curé est choisi par des pirates de l'air à titre de négociateur lors d'une prise d'otages. Le titre suivant, T'es plus mon frère (Skin Deep, 1978), aborde, en évitant de prendre position, le thème de la violence raciale entre une communauté blanche et une minorité noire. En 1979, Les Pas Beaux (The Betrayed) raconte comment des malfrats dévalisent des bijoutiers en prenant des otages et en contraignant l'un d'eux à leur ouvrir le coffre rempli de diamants.
Après quelques autres thrillers, dont l'un signé Amy Van Hassen, Domini Highsmith signe de son patronyme quelques romans, puis en 1994, amorce une série de romans policiers historiques consacrée aux enquêtes du père Simon et de la nurse Elvira dans le Yorkshire de l'Est de la fin du XIIe siècle.

## Œuvre

### Romans
- Death Flight (1977) Publié en français sous le titre La mort a des ailes, Paris, Gallimard, Super noire no 88, 1978
- Skin Deep (1978) Publié en français sous le titre T'es plus mon frère, Paris, Gallimard, Série noire no 1726, 1979
- The Betrayed (1979) Publié en français sous le titre Les Pas Beaux, Paris, Série noire no 1768, 1980
- Pay-Off (1982)
- X Factor (1983)

### Romans signés Domini Highsmith

#### SérieFather Simon et la nurse Elvira
- Keeper at the Shrine (1994)
- Guardian at the Gates (1995)
- Master of the Keys (1996)

#### Autres romans
- Frankie (1990)
- Mammy's Boy (1991)
- Leonora (1992)
- Lukan (1993)

### Roman signé Amy Van Hassen
- Menace (1981)

## Sources
- Claude Mesplède et Jean-Jacques Schleret, SN, voyage au bout de la Noire : inventaire de 732 auteurs et de leurs œuvres publiés en séries Noire et Blème : suivi d'une filmographie complète, Paris, Futuropolis, 1982, 476 p. (OCLC 11972030), p. 386.